# Paraplacodontidae
De Paraplacodontidae zijn een familie van uitgestorven reptielen, behorende tot de superfamilie der Placodontoidea. De monotypische familie telt één geslacht (Paraplacodus) en één soort; Paraplacodus broili.